# Kevin Evans (Radsportler)
Kevin Evans (* 6. Juni 1978) ist ein ehemaliger südafrikanischer Radrennfahrer im Straßenrad- und  Mountainbikesport.
Kevin Evans fuhr als Straßenfahrer zwischen 2008 und 2010 für das südafrikanische Team MTN. In seinem ersten Jahr dort gewann er die fünfte Etappe der Ägypten-Rundfahrt nach Scharm El-Scheich. 2010 wurde er südafrikanischer Meister im Einzelzeitfahren.
Evans wurde im Mountainbikesport fünfmal südafrikanischer Meister, darunter viermal im Marathon und einmal im Cross Country. Bei dem MTB-Etappenrennen Cape Epic 2010 gewann Evans mit seinem Partner David George den Prolog.
Im Mai 2015 beendete Evans seine Karriere. 2016 wurde er wegen Unregelmäßigkeiten in seinem Biologischen Pass von der südafrikanischen Anti-Dopingagentur angeklagt.

## Erfolge

### Straße
2008
- eine Etappe Ägypten-Rundfahrt
- Südafrikanischer Meisterschaften – Einzelzeitfahren

2010
- Südafrikanischer Meister – Einzelzeitfahren

### Mountainbike
2006
- Südafrikanischer Meister – Marathon XCM

2007
- Südafrikanischer Meister – Marathon XCM
- Südafrikanischer Meister – Cross Country XCO

2008
- Südafrikanischer Meister – Marathon XCM

2010
- Südafrikanischer Meister – Marathon XCM
- eine Etappe Cape Epic (mit Alban Lakata)

2013
- Südafrikanischer Meisterschaften – Marathon XCM